# Graves Erskine
Graves Blanchard Erskine (Columbia, 28 giugno 1897 – Bethesda, 21 maggio 1973) è stato un generale statunitense, attivo nel Corpo dei Marine durante la seconda guerra mondiale.
Arruolatosi nel 1917, prese parte alle ultime battaglie della prima guerra mondiale sul fronte franco-tedesco. Capitano dal 1920, svolse vari incarichi come istruttore e ufficiale addetto al reclutamento, quindi fu inviato dal 1935 al 1937 in Cina, ove fu promosso tenente colonnello. Posto al comando dello stato maggiore della forza Marine della Flotta dell'Atlantico, dopo l'attacco di Pearl Harbor fu trasferito alla Flotta del Pacifico: contribuì alla stesura di diversi piani e alla formulazione della nuova dottrina della guerra anfibia. Verso la fine del 1944 fu nominato tenente generale e comandante della 3ª Divisione marine, che condusse nella battaglia di Iwo Jima.
Dopo la guerra capeggiò una missione diplomatica nel Sud-est asiatico nel 1950. Si ritirò dal corpo dei Marine nell'estate 1953 per assumere l'incarico di Direttore delle Operazioni Speciali per l'Assistente del Segretario della Difesa, che mantenne con professionalità fino all'ottobre del 1961. Lavorò quindi in alcune aziende operanti in vari campi (aeronautica, servizi documentali) fino alla morte, avvenuta nel maggio del 1973.

## Biografia
Graves Erskine nacque nel giugno 1897 in Columbia, nello stato della Louisiana, primogenito di Benjamin Eldridge Erskine e Daisy Graves. Frequentò le scuole locali e completò la high school a soli quindici anni con ottimi voti, tenendo come valedictorian il discorso di commiato. Alla fine del 1912 si iscrisse alla Louisiana State University terminando gli studi nel 1917; frattanto, nel 1916, si era arruolato nella Guardia Nazionale e prestò un breve periodo di servizio al confine con il Messico. Nel 1917 fu assegnato al corpo dei Marine, nel quale si guadagnò il brevetto di sottotenente nel luglio 1917.

### Primo servizio
Nell'agosto 1917 venne promosso tenente. Partecipò attivamente alla prima guerra mondiale, che era in corso da oltre tre anni e nella quale gli Stati Uniti erano entrati il 2 aprile 1917 a fianco della Triplice intesa. Al comando di un plotone del 6º Reggimento Marine, combatté sul fronte occidentale al bosco Belleau e a Chateau Thierry, a Soissons e nel saliente di Saint-Mihiel: durante quest'ultima battaglia venne ferito gravemente e fu perciò rimpatriato, rimanendo un anno in ospedale per essere operato nove volte. Il coraggio dimostrato in battaglia gli valse la Silver Star e fu citato nei General Orders del Dipartimento alla Guerra.
Mentre era in convalescenza il conflitto ebbe termine con la sconfitta degli Imperi centrali e, una volta ritornato in servizio, fu scelto per organizzare la Guardia d'Onore che avrebbe accolto la salma del Milite Ignoto, in arrivo dalla Francia a bordo dell'incrociatore protetto USS Olympia.

### Il periodo interbellico
Nel luglio 1920 Erskine fu promosso capitano; ricevette quindi ordine di presentarsi a Kansas City, nel Missouri, per svolgere il previsto servizio militare. Negli ultimi mesi del 1921 s'imbarcò sull'incrociatore protetto USS Olympia, poi fu trasferito alla 2ª Brigata Marine stanziata a Santo Domingo sull'isola di Hispaniola. Nel settembre 1924 fu designato come Commissario per il Reclutamento alla Marine Corps School installata a Quantico, in Virginia; frequentò e completò poi la U.S. Army Infantry School di Fort Benning nella Georgia, quindi riprese il servizio come istruttore a Quantico e anche alla The Basic School situata al Philadelphia Navy Yard, in Pennsylvania. Nel corso di tale incarico, a partire dal 1928, fu aggregato al Nicaragua National Guard Detachment. Nel 1929 fu inviato all'Officers Staff College di Fort Leavenworth, in Kansas, dove frequentò e concluse il corso lungo due anni, tornando al ruolo di istruttore a Quantico.
Nel maggio 1934 ottenne la promozione a maggiore. Nel gennaio 1935 ricevette istruzione di recarsi all'ambasciata statunitense di Pechino in Cina, ove mentre espletava le sue funzioni di ufficiale esecutivo per il colonnello Alexander Vandegrift ricevette la nomina a tenente colonnello. In estate fece ritorno in patria e riprese il proprio incarico alla scuola Marine di Quantico; più tardi venne riassegnato al 5º Reggimento Marine. Nel marzo 1941 fu portato al grado di colonnello e nominato, poco dopo, capo di stato maggiore della Forza anfibia dipendente dall'Atlantic Fleet, il comando della marina statunitense sulla costa orientale.

### La seconda guerra mondiale

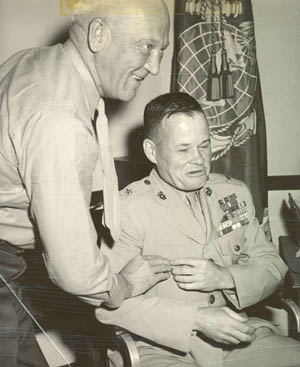
Il generale Erskine (a sinistra) con il brigadier generale Lewis B. Puller

Mentre ricopriva tale carica, il 7 dicembre 1941 l'Impero giapponese lanciò l'improvviso attacco di Pearl Harbor, seguito pochi giorni dopo dalle dichiarazioni di guerra dell'Italia fascista e della Germania nazista: gli Stati Uniti entravano così nella seconda guerra mondiale. Erskine mantenne la posizione fino al settembre 1942, quando divenne il capo di stato maggiore della Forza anfibia distaccata presso la United States Pacific Fleet, diretta avversaria della Marina imperiale giapponese. Nell'estate 1943 dette il suo contributo nella stesura dei piani per la campagna delle isole Aleutine e nel mese di novembre ricevette la promozione a brigadier generale, che fu retrodatata al settembre 1942 e che lo rese il più giovane ufficiale di tale grado nel corpo dei Marine: fu nominato capo di stato maggiore del V Corpo anfibio del maggior generale Holland Smith costituito già nel settembre 1943, per il quale funse anche come comandante aggiunto.
Erskine fu coinvolto nella pianificazione e materiale esecuzione delle grandi operazioni anfibie per la conquista delle isole Gilbert e Marshall e delle isole Marianne, affiancando le truppe sbarcate sull'atollo Kwajalein e sulle isole di Saipan e Tinian; in questo periodo divenne noto tra i soldati con il soprannome di "Big E". Al termine del ciclo offensivo fu decorato dall'ammiraglio Chester Nimitz (comandante in capo della Flotta del Pacifico) con la Legion of Merit, poiché aveva messo a punto la dottrina della moderna guerra anfibia che aveva permesso di schiantare la resistenza giapponese.
Nel settembre 1944 fu nominato maggior generale e a ottobre assunse il comando della 3ª Divisione Marine, reduce dalla riconquista di Guam completata ad agosto. Egli condusse la grande unità nella feroce battaglia di Iwo Jima tra il 19 febbraio e il 26 marzo 1945, dove subì gravi perdite. Molti reparti della divisione furono decorati con la Presidential Unit Citation per l'eroismo mostrato in battaglia, mentre Erskine fu insignito della Navy Distinguished Service Medal.

### Primo dopoguerra
Subito dopo la fine della guerra nel settembre 1945, la 3ª Divisione Marine fu ridislocata sull'isola di Guam: il generale Erskine si accorse che molti tra i suoi uomini, tratti direttamente dalla scuola non appena si erano diplomati, non sarebbero stati in grado di riadattarsi alla vita civile: istituì quindi una serie di scuole professionali per dare ai propri soldati, in procinto di essere smobilitati, insegnamenti su mestieri e abilità potenzialmente utili nel dopoguerra. L'iniziativa colpì il Segretario della Difesa James Forrestal quando condusse un giro d'ispezione su Guam, che tornato di gran fretta a Washington espresse la sua opinione al presidente Harry S. Truman, al capo di stato maggiore generale George C. Marshall e al Segretario del Tesoro John W. Snyder; Erskine venne dunque richiamato con urgenza alla capitale e, grazie a un Atto speciale del Congresso, il presidente lo nominò nell'ottobre 1945 Administrator for the Retraining and Re-employment Administration alle dipendenze del Dipartimento del Lavoro. Esercitò questa mansione per due anni sponsorizzando organizzazioni come la The President's Committee for the Employment of the Handicapped.
Nell'estate 1947 ritornò al corpo dei Marine e divenne comandante di Camp Pendleton in California; al tempo stesso ricoprì le funzioni di comandante aggiunto della forza Marine distaccata presso la Flotta del Pacifico. Nel giugno 1950 fu contattato dal Segretario alla Difesa per capeggiare la "Missione Melby-Erskine", un programma di assistenza e mutua difesa portato avanti congiuntamente dal Dipartimento di Stato e della Difesa nello scacchiere del Sud-est asiatico: in compagnia del collega Dean Melby, viaggiò nei paesi di quell'area ma quando scoppiò la guerra di Corea fece richiesta di poter nuovamente comandare la 3ª Divisione Marine. Il Segretario di Stato rifiutò la richiesta spiegando che il successo della missione dipendeva per gran parte dalla personalità e dalle credenziali del generale, appositamente scelto e nel quale era riposta la massima fiducia. Erskine continuò quindi l'incarico assegnatogli, maturando una buona conoscenza della situazione interna dei vari paesi e divenendo amico di vari funzionari statali in posizioni chiave; inoltre fu dichiarato membro onorario di due reparti della Legione straniera francese, di un'unità nordafricana e del 1º Reggimento Marine francese durante il suo soggiorno in Indonesia, mentre in Cambogia il reggente lo nominò "soldato Khmer" dopo una cerimonia. Nel dicembre 1950 tornò in patria e fu promosso comandante generale del Dipartimento del Pacifico; nel febbraio 1951 avanzò al grado di tenente generale per essere posto a capo, poco dopo, della forza Marine dipendente dalla Flotta dell'Atlantico. In questo ruolo fece costruire l'aeroporto sull'isola di Vieques.

### Nel Dipartimento della Difesa
Nel giugno 1953 Erskine fu integrato nel Dipartimento di Difesa come Direttore delle Operazioni Speciali per l'Assistente del Segretario della Difesa; il mese successivo si ritirò dal corpo dei Marine e ad agosto fu avanzato al grado di generale sulla lista degli ufficiali a riposo. Il nuovo incarico lo portò a viaggiare molto: il primo di tali spostamenti avvenne nell'ottobre 1954, quando accompagnò il Sottosegretario Herbert Hoover jr. alla Conferenza economica panamericana in veste di osservatore; compì altri quindici viaggi all'estero e frequenti visite in Europa così come in vari Stati degli Stati Uniti, sempre affiancato dalla seconda moglie. Durante la sua carriera nel Dipartimento, giocò un ruolo importante nel portare negli Stati Uniti il re Costantino II di Grecia (all'epoca Duca di Sparta ed erede al trono) [per un certo addestramento]; il generale e la consorte furono suoi accompagnatori nel corso di un viaggio attraverso gli Stati Uniti e divennero suoi amici, sì che furono ospiti d'onore al matrimonio che Costantino contrasse con la principessa Anna Maria di Danimarca. In seguito visitarono le Filippine, il Giappone e la Thailandia (quest'ultima nel 1957), dove il primo ministro Sidahi Thanarafata fece del generale il padre adottivo del proprio figlio.

### Ultimi anni e morte
Nell'ottobre 1961 Erskine si ritirò dall'incarico ufficiale e il 31 del mese fu assunto dalla Beckman Industries di Fullerton, in California, come consulente direttivo, rimanendovi per cinque anni. Tra il 1966 e il 1969 fu impegnato presso la Dyna-Therm Corporation di Los Angeles. A partire dal 1968 fu inoltre assunto dalla Northrop Corporation e dalla Xerox Corporation nel Maryland fino al momento della morte, avvenuto il 21 maggio 1973 al National Naval Medical Center a Bethesda (Maryland) dopo una lunga malattia. Fu sepolto il 24 maggio nel cimitero nazionale di Arlington, alla tomba numero 7033 della sezione 5.

## Vita familiare
Dopo un primo matrimonio finito con il divorzio, Erskine si risposò nell'ottobre 1954 con Constance C. Erskine (1º gennaio 1906 - 22 gennaio 2000) e la luna di miele coincise con il viaggio del generale alla Conferenza economica panamericana. È stata sepolta nella tomba del coniuge.

## Onorificenze
Nota: Erskine fu anche capo onorario della tribù dei Cherokee e Colonnello del Kentucky. Tutti i dati e le informazioni sono stati presi da: